# Opsada Sarda (547. pr. Kr.)
Opsada Sarda (547. pr. Kr.) bila je zadnja i odlučujuća bitka između lidijskog kralja Kreza i perzijskog vladara Kira Velikog. Nakon što je zaustavio lidijsku invaziju u bitci kod Pterije, Kir Veliki odlučio je iznenada napasti Lidiju i time ukloniti opasnost sa zapada. Vojska Perzijskog Carstva pobijedila je Lidijce i njihove saveznike u bitci kod Timbre poslije čega su svi lidijski teritoriji pripali pod perzijsku vlast, dok su se kralj Krez i ostaci njegove vojske povukli u glavni grad Sard. Opsada grada trajala je svega dva tjedna, poslije čega je Lidijsko Carstvo i službeno anektirano od strane Perzijanaca. Prema Kteziju, prilikom opsade grada perzijski general Oebar je savjetovao Kira Velikog da perzijski vojnici hodaju na motkama tako da izgledaju kao gigantski ratnici, što je navodno prestrašilo građane Sarda i dovelo do samog pada grada. Nakon opsade Sarda Jonjani i drugi maloazijski Grci pobunili su se protiv Kira, no njihov ustanak je 542. pr. Kr. ugušio Harpag, jedan od najboljih zapovjednika u perzijskoj vojsci.

## Poveznice
- Bitka kod Pterije
- Bitka kod Timbre
- Lidija
- Krez
- Perzijsko Carstvo
- Kir Veliki

## Vanjske poveznice
- Pierre Briant: „Od Kira do Aleksandra: Povijest Perzijskog carstva“ (From Cyrus to Alexander: A History of the Persian Empire), preveo Peter Daniels, Indiana: Eisenbrauns, 2002., str. 34.-36.
- M. A. Dandamaev: „Politička povijest Ahemenidskog Carstva“ (A Political History of the Achaemenid Empire), Leiden, 1989., str. 25.